# Botàriga

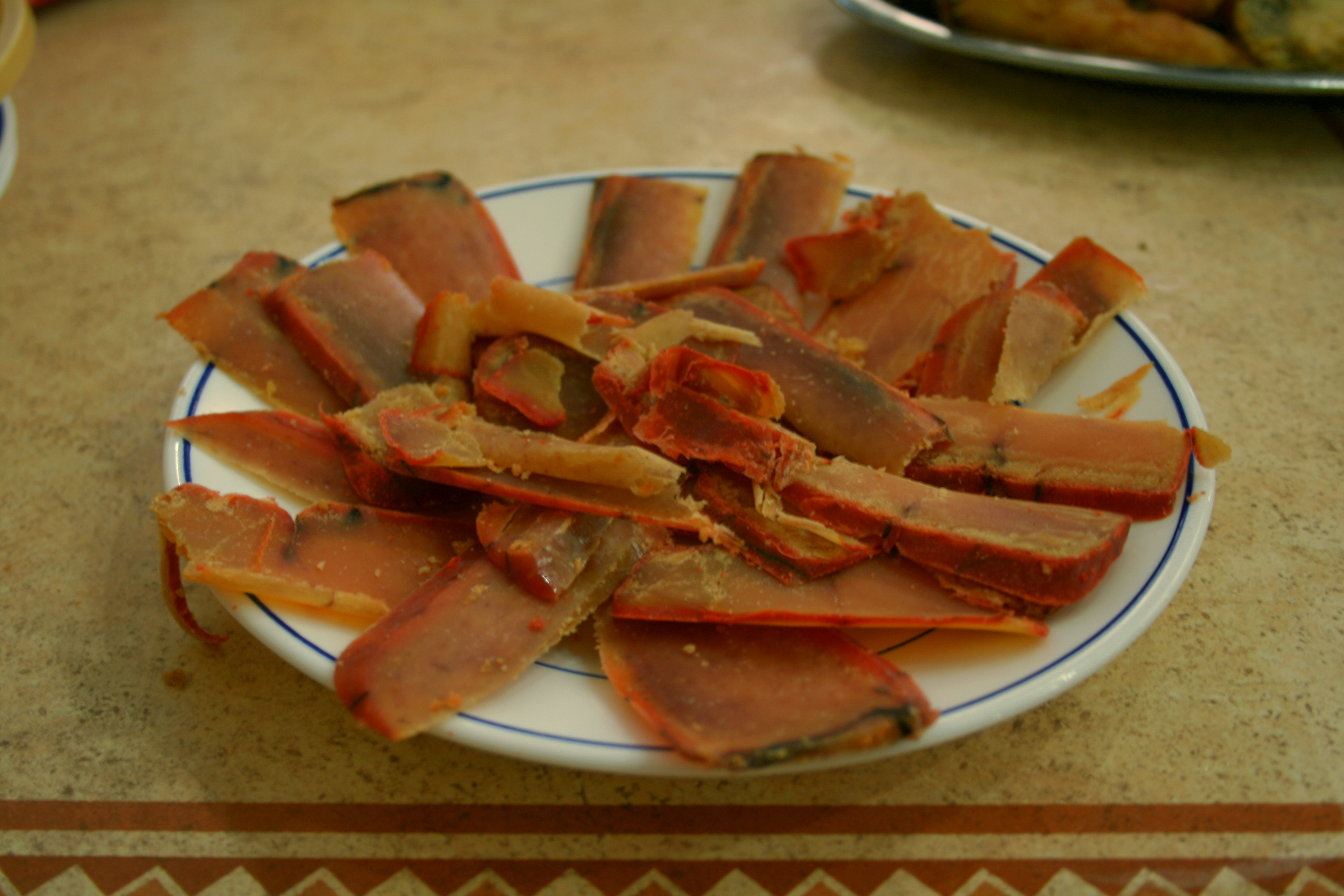
Fresa seca a Cadis.

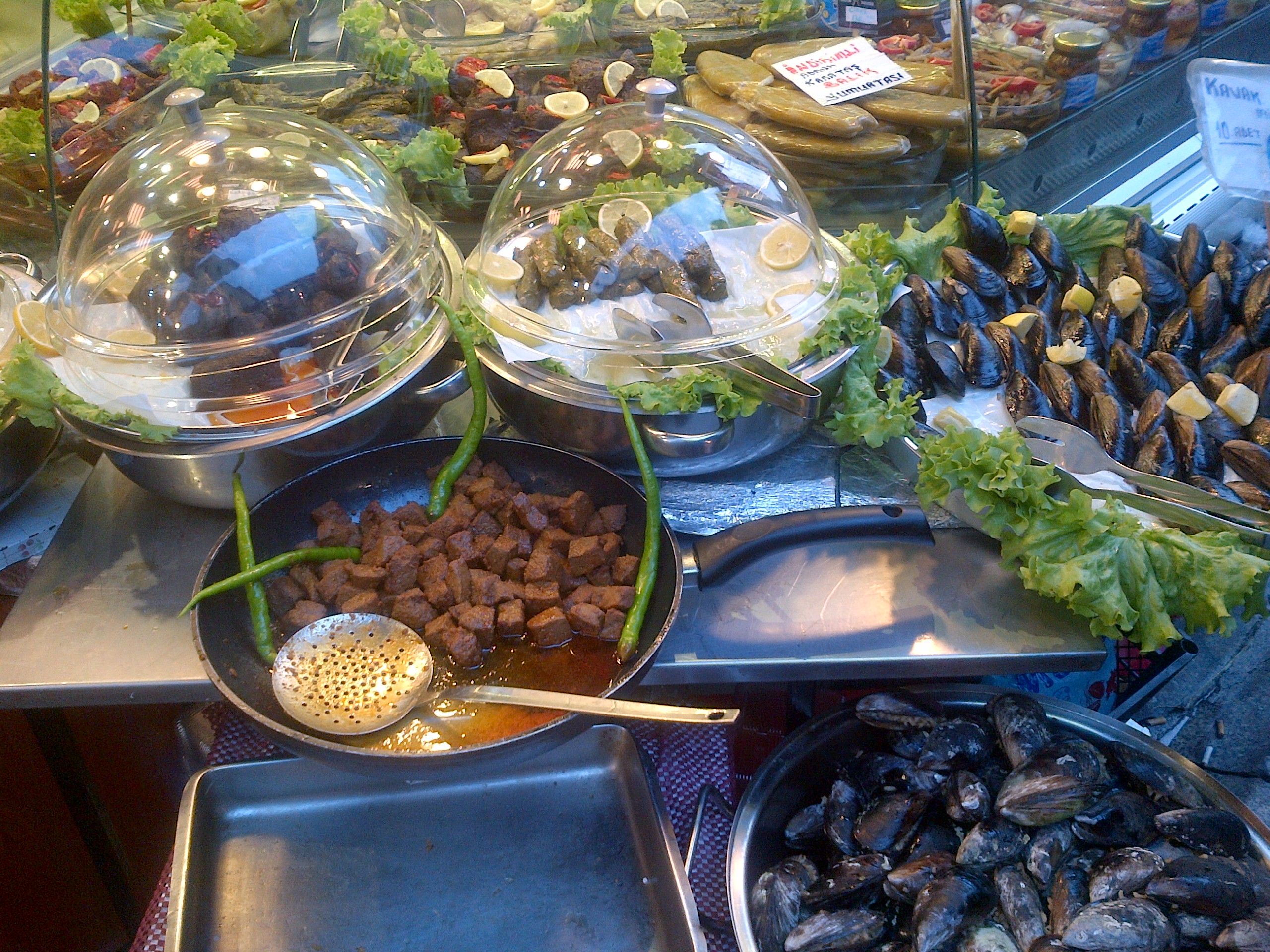
Botàriga ("balık yumurtası") en cuina turca (darrere, a la dreta).

La botàriga és un aliment típic de diverses regions costaneres del Mar Mediterrani consistent en fresa de peix de certs peixos salades i seques. A certes zones del País Valencià s'anomena garrofeta, ouet de tonyina o simplement ou(et) per a referir-se a una menja molt similar que es menja com a aperitiu a llesques fines d'ous de certs peixos com la moixama, la melva seca o el bonítol sec, salats, premsats i dessecats.

## Etimologia
El mot botàriga (així com les paraules bottarga en italià o boutargue en occità) és d'origen àrab. En àrab, buṭārikh (بطارخ) —vinculat amb el grec ἁβροτάριχον, de ἁβρός [habros] ‘delicat’ i τάριχον [tárikhon] 'salaó' o derivat de la llengua copta— significa, entre altres significats similars, 'ous de peix salats i dessecats'.
La forma botarga, adaptació de l'italià bottarga, es documenta en català amb altres sentits: segons el Diccionari etimològic i complementari de la llengua catalana, botarga és un “mot a penes existent en català, on només s'ha usat en alguns llocs (avui generalment antiquat) en el significat d'‘embolcall ample i balder’, ‘persona grassa o embotornada’”; i, segons el Diccionari català-valencià-balear, té la significació de ‘taüt’ o ‘home molt gras'. La forma botàriga, en canvi, és plenament viva a l'Alguer.

## Origen
Els antics egipcis uns 3.500 anys abans del crist consumien fresa de peix dessecada. No obstant això, la seva difusió per les costes del Mar Mediterrani s'hauria d'atribuir als fenicis. Tradicionalment s'ha tractat d'un aliment constituent de la dieta dels pescadors durant les seves jornades a la mar. En l'actualitat, fora de les seves zones tradicionals, s'ha transformat en un aliment de luxe que es consumeix com un aperitiu (per exemple un entrant) o com a guarniment de les pastes.

## Preparació bàsica
Les bosses ovàriques són extretes del peix femella, sense trencar-les, es renten per treure-li les impureses, després d'això és posada en salmorra o una salaó de sal marina tenint la cura de regirar quotidianament les bosses ovàriques i el canviar periòdicament la sal, després es premsa per escórrer en tot el possible la humitat i s'exposa al sol o es deixa estacionar en un ambient adequadament sec i net.

## Consum
A Itàlia s'utilitzen principalment els ous de mugil, en especial de Mugil cephalus; en segon lloc, els de tonyina; en tercer lloc, els de peix espasa, encara que algunes concepcions puristes consideren que només la bottarga di muggine (botàriga de mugil) hauria de ser anomenada bottarga (produïda principalment en Sardenya). És habitual, tanmateix, que a Itàlia s'anomeni també botàriga els ous de tonyina (bottarga di tonno), tradicionals en Sicília (especialment a Marzamemi i Trapani), i fins i tot a la regió costanera de la Toscana anomenada maremma grossetana, on destaca la botàriga d'Orbetello. Aquestes preparacions se solen consumir xopades amb abundant suc de llimona i, tal com s'ha dit, a més d'aperitiu, serveixen per a amanir les pastes.
Les altres zones costaneres del Mediterrani que es destaquen per la producció de botargues són Provença, les costes de Grècia, Xipre, Turquia, Egipte i Tunísia. En Japó hi ha una preparació molt semblant anomenada karasumi.
La botàriga es considera des del segle XX un aliment de luxe, i la demanda de les freses dels peixos amb els quals es confecciona ha augmentat força. Pel fet que actualment aquests peixos escassegen a la Mediterrània, sovint s'importen des de Mauritània, del Senegal i el Brasil, entre d'altres.

## Nutrició i salut
Com tots els ous, la botàriga és rica en proteïnes i vitamines, encara que una mica degradades pel caràcter de conservació d'aquest aliment, però en destaca la important quantitat de serotonina.